# Hoornconcert (Atterberg)
Kurt Atterberg voltooide zijn enige Concerto voor hoorn en orkest in 1926. De werktitel voor het werk was Suite concertante, maar uiteindelijk verscheen het onder concerto voor hoorn en uitgedund orkest (of uitgebreid strijkorkest). Het werk is geschreven in de traditionele driedelige concertvorm en ook voor wat betreft structuur hield Atterberg zich aan de traditie. De indeling is snel-langzaam-snel. Het werk sluit af met een rondo. Het concert is geschreven voor Axel Malm, destijds de hoornsolist van de voorloper van het Koninklijk Filharmonisch Orkest van Stockholm. 
De drie delen luiden:
1. Allegro pathetico
2. Adagio
3. Allegro molto

Atterberg schreef het voor:
- solo hoorn,
- 2  man/vrouw percussie, 1  piano
- violen, altviolen, celli, contrabassen

## Discografie
- Uitgave Caprice Records: Göteborg Symfonieorkest o.l.v. Gérard Oskamp, Albert Linder solist, een opname uit 1980
- Uitgave BIS Records: Umeå Sinfonietta o.l.v. Edvard Tjivzjel, solist Sören Hermansson.